# Antal Kiss
Antal Kiss (* 30. Dezember 1935 in Gyöngyös; † 7. April 2021 in Tatabánya) war ein ungarischer Geher.
1963 wurde Kiss beim Weltcup der Geher in Varese Dritter im 20-km-Gehen. Bei den Olympischen Spielen 1964 in Tokio belegte er über diese Distanz den 21. Platz und beim Weltcup 1965 in Pescara den zweiten Platz.
Seinen bedeutendsten Erfolg feierte Kiss bei den Olympischen Spielen 1968 in Mexiko-Stadt, als er im 50-km-Gehen hinter dem Ostdeutschen Christoph Höhne und vor dem US-Amerikaner Larry Young die Silbermedaille gewann. Außerdem wurde er über 20 km Vierzehnter. Bei seiner dritten und letzten Olympiateilnahme 1972 in München beendete er das 50-km-Rennen auf dem 26. Platz.
Der 1,78 m große und 63 kg schwere Antal Kiss wurde insgesamt fünfmal Ungarischer Meister: 1962, 1964 und 1967 über 20 km sowie 1965 und 1967 über 50 km.